# O Pereiro de Aguiar
O Pereiro de Aguiar és un municipi de la província d'Ourense a Galícia. Pertany a la Comarca d'Ourense.Ha guanyat popularitat en els últims temps degut al fet que allí se situa la fàbrica tèxtil de la dissenyadora veneçolana Carolina Herrera, a més de la dissenyadora gallega Purificación García, i que s'hi pot adquirir la roba o complements a preus menors al de venda al públic.
| 6.731 | 6.681 | 6.975 | 6.121 | 5.391 |
| Fonts: INE i IGE (Els criteris de registre censal variaren i les dades de l'INE i de l'IGE poden no coincidir.) |       |       |       |       |

## Parròquies
- Calvelle (San Miguel)
- Chaodarcas (Santa Ana)
- Covas (San Cibrao)
- A Lamela (Santa María)
- Melias (Santa María)
- Prexigueiró (San Salvador)
- Sabadelle (San Martiño)
- San Martiño de Moreiras (San Martiño)
- San Xoán de Moreiras (San Xoán)
- Santa Marta de Moreiras (Santa Marta)
- Tibiás (San Bernaldo)
- Triós (San Pedro)
- Vilariño (Santa Cristina)

## Pereirencs famosos
- Fra Benito Jerónimo Feijoo y Montenegro, escriptor (1676-1764)
- Miguel Anxo Araúxo Iglesias, bisbe i escriptor (1920-2007)